# エキスプレススポーツ
株式会社エキスプレススポーツ（英: EXPRESS SPORTS Co.Ltd.）は、株式会社エキスプレスのスポーツ部門を分社・独立させた、日本で唯一のスポーツ専業制作プロダクションである。2007年に創立された。

## 概要
- スポーツ番組に特化した日本で有数の制作プロダクションとして、スポーツに関する番組制作・映像制作を行っている。またスポーツの国際大会では、全世界に配信される国際信号制作に数多く参加し、放送コーディネーションも行うことができる。
- 映像にかかわりのある分野で、さまざまなコンテンツを供給するエキスプレスの子会社である。

## 事業所
- 東京都渋谷区
- 大阪市北区